# La Tala
La Tala település Spanyolországban, Salamanca tartományban. La Tala Cespedosa de Tormes, Salvatierra de Tormes, Armenteros és Narrillos del Álamo községekkel határos. Lakosainak száma 76 fő (2024).

## Népesség
A település népessége az elmúlt években az alábbi módon változott:
| Lakosok száma | 143  | 122  | 113  | 117  | 100  | 98   | 94   | 84   | 78   | 76   |
|               | 2001 | 2004 | 2007 | 2009 | 2012 | 2014 | 2017 | 2019 | 2022 | 2024 |